# Asmundtorps socken
Asmundtorps socken i Skåne ingick i Rönnebergs härad, uppgick 1969 i Landskrona stad, sedan 1971 i Landskrona kommun och motsvarar från 2016 Asmundtorps distrikt.
Arealen är 22,16 kvadratkilometer varav 22,10 land. År 2000 fanns här 1 771 invånare. I socknen ligger tätorten Asmundtorp med sockenkyrkan Asmundtorps kyrka.

## Administrativ historik
Socknen har medeltida ursprung. 
Vid kommunreformen 1862 övergick socknens ansvar för de kyrkliga frågorna till Asmundtorps församling och för de borgerliga frågorna bildades Asmundtorps landskommun. Landskommunen uppgick 1952 i Rönneberga landskommun som upplöstes 1969 då dennai sin tur uppgick i Landskrona stad som 1971 blev Landskrona kommun. Församlingen uppgick 2005 i Asmundtorp-Tofta församling, vilken 2010 uppgick i Häljarps församling.
Den 1 januari 2016 inrättades distriktet Asmundtorp, med samma omfattning som församlingen hade 1999/2000.
Socknen har tillhört län, fögderier, tingslag och domsagor enligt vad som beskrivs i artikeln Rönnebergs härad. De indelta soldaterna tillhörde Norra skånska infanteriregementet, Rönnebergs kompani och Skånska husarregementet, Fjerresta skvadron.

## Geografi
Asmundtorps socken ligger öster om Landskrona med Saxån i söder. Socknen är odlad slättbygd i söder och starkt kuperad i norr med höjder som i Rönneberga högar som når 107 meter över havet.

## Fornlämningar
Boplatser och en gånggrift från stenåldern är funna. Från bronsåldern finns gravhögar. Från järnåldern finns ett gravfält.

## Namnet
Namnet skrevs i mitten av 1100-talet Asmunda Thorgi och kommer från kyrkbyn. Namnet innehåller mansnamnet Asmund och torp, 'nybygge'..